# El antepenúltimo mohicano
Revista de crítica y análisis cinematográfico nacida el 26 de enero de 2008. Creada por Emilio Luna y coordinada por Alberto Sáez Villarino, Víctor Blanes Picó, Miguel Muñoz Garnica y José Luis Forte. Su ISSN es 2386-6373.